# Canna paniculata
Canna paniculata là một loài thực vật có hoa trong họ Cannaceae. Loài này được Ruiz & Pav. mô tả khoa học đầu tiên năm 1798.

## Hình ảnh

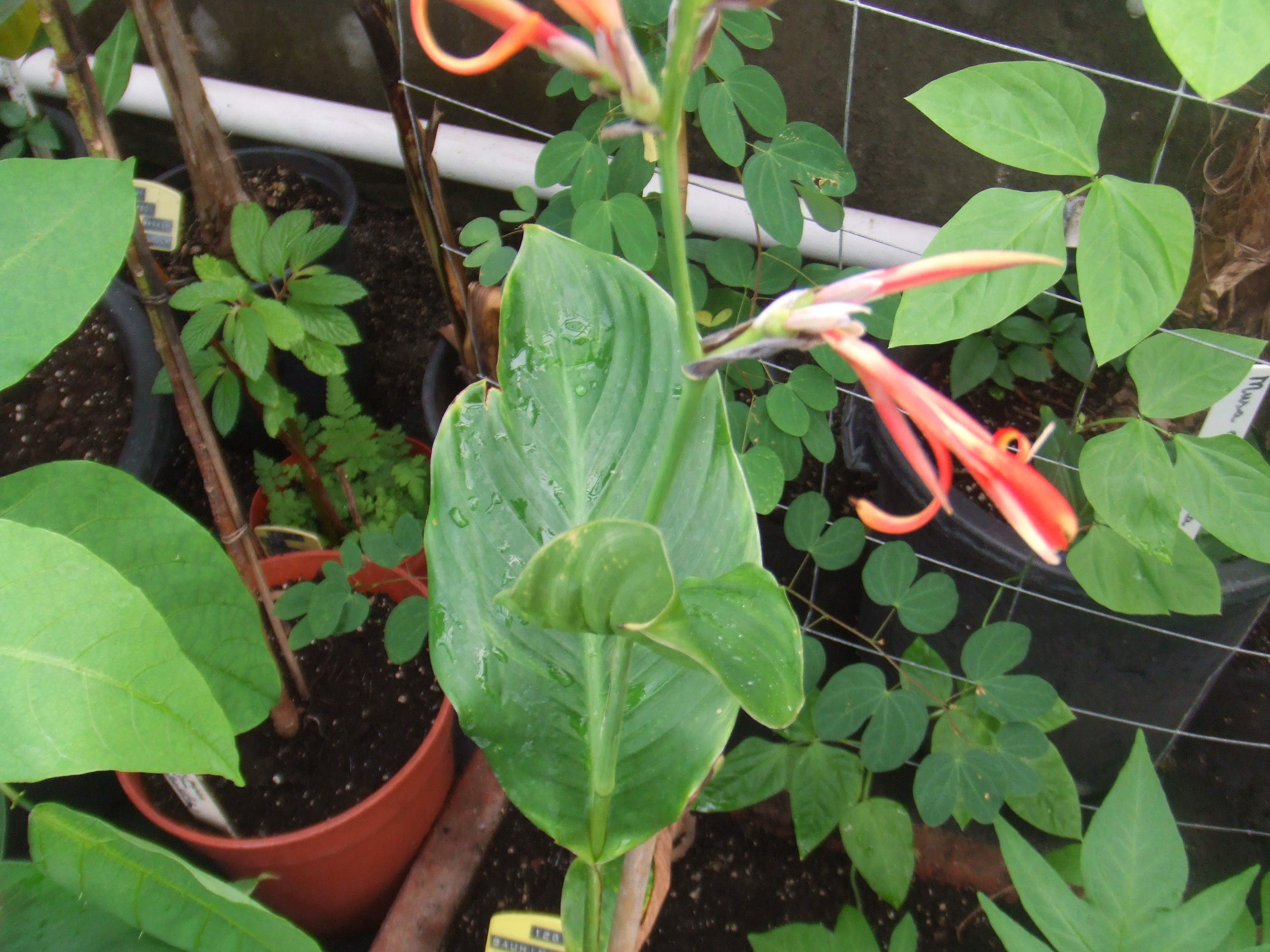